# Aglaophenia insignis
Aglaophenia insignis is een hydroïdpoliep uit de familie Aglaopheniidae. De poliep komt uit het geslacht Aglaophenia. Aglaophenia insignis werd in 1881 voor het eerst wetenschappelijk beschreven door Fewkes. 